# Stjepan Steiner
 (Donja Stubica, 16 ottobre 1915 – Zagabria, 18 gennaio 2006) è stato un cardiologo e militare croato maggiore dell'Armata Popolare Jugoslava e medico personale di Tito.

## Biografia
Nacque in una famiglia ebraica della classe media, che nel 1929 si trasferì a Zagabria. Il padre era un veterinaio a Donja Stubica e membro del Partito Contadino Croato. 
Stjepan frequentò le scuole elementari a Velika Gorica, e i primi tre anni delle medie a Šušak. Manifestò un interesse precoce per la medicina, sebbene il padre lo lasciò libero di scegliere un percorso di studio qualsiasi. Stjepan si laureò in Medicina all'Università di Zagabria, mentre il fratello divenne veterinaio.
Al termine degli studi, fu arruolato nella Reale Armata Jugoslava e inviato al confine serbo-bulgaro. Concluso il servizio di leva, fece ritorno a Zagabria. La sua tranquilla vita famigliare ebbe improvvisamente fine quando nel '41 l'Ustascia prese il potere, costituendo uno Stato croato indipendente. Il padre fu costretto a lasciare il lavoro inviato nei campi di concentramento, dai quali Vladko Maček riuscì a trarlo in salvo.
Lo stesso Steiner fu arrestato e spedito in un centro di detenzione a Zavrtnica. Sfuggì alla deportazione nei campi di concentramento nazisti grazie al medico Miroslav Schlesinger, che organizzò la partenza dei medici ebrei croati in Bosnia, per combattere la sifilide endemica esplosa nel '41: 80 medici ebrei furono inviati in Bosnia dalle autorità dello Stato indipendente della Croazia, tra cui Steiner e sua moglie Zora Goldschmidt-Steiner, uno dei chirurghi più importanti del periodo bellico. 

La maggior parte di quei dottori sarebbe poi fuggita per unirsi ai partigiani. Sua moglie organizzò squadre di medici soccorritori per i partigiani. E insieme ad essi, Steiner partecipò alla quarta e quinta offensiva nemica.
Steiner incontrò Josip Broz Tito per i lavori preparatori della seconda sessione del Consiglio antifascista della Liberazione popolare della Jugoslavia ad Jajce, accompagnandolo a Bari per un colloquio con Winston Churchill. Nel '43 divenne il medico personale di Tito, col quale si trasferì a Belgrado l'anno seguente. Nel '47 gli chiese di essere sollevato dall'incarico, per tornare a Zagabria ad assistere il padre, che era sopravvissuto alla guerra. Stjepan iniziò a lavorare presso l'Ospedale Militare della capitale, dal quale nel '76 fu congedato col grado di maggiore generale del Corpo medico.
Membro onorario dell'Accademia delle scienze mediche a Zagabria e internista-cardiologo di fama internazionale, spese gli ultimi 25 anni della sua vita come volontario presso la casa di riposo ebraica "Lavoslav Schwarz" di Zagabria.
Steiner morì a Zagabria il 18 gennaio 2006. Le sue spoglie riposano nel cimitero di Mirogoj.